# كريس غيفورد
كريس غيفورد هو لاعب هوكي الحقل كندي، ولد في 20 مارس 1966 في فانكوفر في كندا.

## وصلات خارجية
- كريس غيفورد على موقع أوليمبيديا (الإنجليزية)